# Надцы
Надцы (сибирскотат. 
Натцы) — поселок в Тобольском районе Тюменской области. Административный центр Надцынского сельского поселения.
Имеет автобусное сообщение. Расположен на берегу реки Иртыш.

## Население
| 2010 |
| ---- |
| 683  |

## Инфраструктура
- Дом культуры и библиотека[2]
- Мечеть[2]

## Улицы
- Новая улица
- Механическая улица
- Улица Н.Михновича
- Пионерский переулок
- Зеленая улица
- Озерная улица
- Нагорная улица
- Школьная улица
- Набережная улица
- Лесная улица
- Октябрьская улица